# Piedra Larga, Hidalgo
Piedra Larga är en ort i Mexiko.   Den ligger i kommunen La Misión och delstaten Hidalgo, i den sydöstra delen av landet, 180 km norr om huvudstaden Mexico City. Piedra Larga ligger 1 738 meter över havet och antalet invånare är 151.
Terrängen runt Piedra Larga är kuperad åt nordväst, men åt sydost är den bergig. Runt Piedra Larga är det ganska glesbefolkat, med 34 invånare per kvadratkilometer. Närmaste större samhälle är Jacala, 12,0 km väster om Piedra Larga. I omgivningarna runt Piedra Larga växer huvudsakligen savannskog.